# Wissadula contracta
Wissadula contracta är en malvaväxtart som först beskrevs av Heinrich Friedrich Link, och fick sitt nu gällande namn av R.E. Fries. Wissadula contracta ingår i släktet Wissadula och familjen malvaväxter. Inga underarter finns listade i Catalogue of Life.